# Battaglione Schutzmannschaft 118
Il Battaglione Schutzmannschaft 118 (lo Schuma Ucraino) fu un battaglione di polizia ausiliario della Schutzmannschaft (o Schuma). Il nucleo originario del battaglione Schutzmannschaft 118 fu costituito dai nazionalisti ucraini della Bucovina, nell'Ucraina occidentale.

## Contesto storico
Il battaglione fu legato all'ultranazionalista Organizzazione dei Nazionalisti Ucraini, in particolare alla corrente guidata da Andrij Mel'nyk. 900 membri dell'OUN in Bucovina marciarono verso l'Ucraina orientale come membri del battaglione paramilitare bucoviniano. Dopo il rinforzo da parte dei volontari della Galizia e delle altre regioni dell'Ucraina, il battaglione bucoviniano arrivò a contare un totale di 1.500-1.700 soldati. Quando il battaglione fu sciolto, molti dei membri e degli ufficiali furono riorganizzati come battaglioni Schutzmannschaft 115 e 118. Tra le persone incorporate nei battaglioni Schutzmannschaft 115 e 118 ci furono i partecipanti ucraini al massacro di Babij Jar.
Il battaglione Schutzmannschaft 118 fu costituito dai nazisti nella primavera del 1942 a Kiev nel Reichskommissariat Ukraine. Fu organizzata sul battaglione 115, separato da quest'ultimo, ma includeva anche i prigionieri di guerra sovietici. 100 membri della terza compagnia del battaglione 115 formarono la prima compagnia del battaglione 118; fu la parte più attiva del battaglione, tanto che da essere considerata una élite ed era composta principalmente da nazionalisti dell'Ucraina occidentale. Altre due nuove compagnie furono composte dai prigionieri di guerra sovietici, per lo più ucraini, e volontari locali della regione di Kiev. Il comandante tedesco del battaglione era lo Sturmbannführer Erich Körner, con un proprio stato maggiore tedesco sotto il comando di Emil Zass.
Nel 1944, il battaglione guidato dall'ex ufficiale dell'Armata Rossa Hryhoriy Vasiura, giustiziato nel 1986 dall'URSS, fu riaggregato al battaglione 115 e quindi trasferito dalla Prussia orientale alla Francia, dove si unì al 30. Waffen-Grenadier-Division der SS.

## Operazioni
Nel novembre 1942, il neonato battaglione 118 fu trasferito a Minsk e da lì per circa un anno in una nuova base nell'ex Seconda Repubblica Polacca. Fu attivo in quella zona fino al luglio 1944. Durante quel periodo il battaglione partecipò alle azioni di pacificazione tedesca, parte della politica della "zona morta" di annientamento di centinaia di villaggi bielorussi al fine di rimuovere la base di appoggio per i presunti partigiani. Le 60 azioni principali e le 80 minori interessarono 627 villaggi della Bielorussia occupata, inclusero l'operazione Hornung, Draufgänger, Cottbus (con circa 13.000 vittime), Hermann (4.280) e Wandsbeck. 
Intere comunità ebraiche furono sterminate per ordine di Curt von Gottberg con il necessario supporto fornito dai battaglioni 115 e 102, dalla ROA russa, dai collaboratori baltici, dalla polizia ausiliaria bielorussa e dalla SS-Sturmbrigade Dirlewanger. Combatterono anche contro la resistenza polacca. Quasi 50 uomini disertarono dal battaglione 115 nell'inverno 1942-43, mentre decine di membri del battaglione 118 si unirono all'UPA in Volinia.
Nella primavera del 1944, a causa della controffensiva sovietica, il battaglione 118 ed il battaglione 115 furono fusi in un unico battaglione con un massimo di 600 uomini, solo ucraini, e dislocati nella Prussia orientale. Nell'agosto 1944, tutti loro furono trasportati in treno a Besançon in Francia per formare la 30. Waffen-Grenadier-Division der SS insieme ad altre formazioni ucraine. Mentre si trovavano nel villaggio di Valderharn, alcuni membri entrarono in contatto con i partigiani francesi della FFI e una notte la maggioranza disertò per unirsi a loro. Nacque così il 2º battaglione ucraino "Taras Shevchenko" delle Forces françaises de l'intérieur (le 2e bataillon ukrainien des Forces françaises de l'intérieur, Groupement Frontière, Sous-région D.2). 
Dopo la guerra i francesi volevano rimandarli in Russia in conformità con gli accordi internazionali, fu così che molti dei volontari continuarono il servizio nella Legione straniera francese per evitare il rimpatrio.

### Accusa di atrocità e crimini di guerra
A causa della partecipazione a una serie di azioni punitive, alcuni membri del battaglione Schutzmannschaft 118 sono stati successivamente accusati di aver commesso le più brutali atrocità e crimini di guerra durante la seconda guerra mondiale.
Il massacro di Chatyn' avvenne in un villaggio della Bielorussia, nel distretto di Lahojsk. Il 22 marzo 1943, la popolazione del paese fu massacrata dal battaglione 118.
A Katyn' i membri del battaglione 118 ammassarono dei civili in un fienile, fu dato alle fiamme, uccidendo i civili che cercarono di sfuggire alle fiamme:"Un testimone ha affermato che Volodymyr Katriuk è stato un partecipante particolarmente attivo nell'atrocità: secondo quanto riferito, giaceva dietro la mitragliatrice ferma, sparando proiettili su chiunque tentasse di sfuggire alle fiamme".
Il processo per crimini di guerra dell'Unione Sovietica nel 1973 stabilì che tre membri del battaglione Schutzmannschaft 118 uccisero un gruppo di taglialegna bielorussi quel giorno, sospettando che facessero parte di una rivolta popolare. 
Il battaglione Schutzmannschaft 118 fu il principale responsabile della creazione delle "zone morte" tedesche. La politica della zona morta prevedeva lo sterminio delle comunità sospettate o capaci di aiutare i partigiani sovietici che avevano teso imboscate contro le forze naziste in Bielorussia.

## Personale
Il battaglione era composto da 3 compagnie per un totale di 500 uomini, che a loro volta erano divise in 3 plotoni ciascuno:

### Comandanti
- Erich Körner, i vice Konstantin Smowski e Shudrya

### Comandanti di compagnia
- Prima compagnia: Hauptmann Hans Woellke (leader), Vinnitsky (vice)
- Seconda Compagnia: Herman (leader), Franczuk (vice),
- Terza compagnia: Müller (leader), Naradko (vice).

### Capi plotone
- Vasyl Meleshko (Мелешко)[11]
- Pasichnyk (Пасечник)
- Hryhoriy Vasiura (fino a dicembre 1942)[11]

### Capi di stato maggiore
- Korniyets (fino a dicembre 1942),
- Hryhoriy Vasiura (dal dicembre 1942).[11]

### Altri soggetti noti
I nomi delle persone registrate includono: I. Kozynchenko, G. Spivak, S. Sakhnо, O. Knap, T. Topchiy, I. Petrichuk, Lakusta (Лакуста), Lukovich (Лукович), Scherban, Varlamov, Khrenov, Yegorov, Subbotin , Iskanderov, Khachaturyan e Vladimir Katriuk (Катрюк), implicati come testimoni insieme a Ivankiv e Meleshko (Мелешко).
I processati in Unione Sovietica e condannati a pene detentive minori (per motivi politici, da buoni cittadini) furono Fedorenko (Федоренко), Golchenko (Гольченко), Vertelnikov (Вертельников), Gontarev (Гонтарев), Funk (Функ), Medvedev (Медведев), Yakovlev (Яковлев), Lappo (Лаппо), Osmakov (Осьмаков), Sulzhenko (Сульженко), Trofimov (Трофимов), Sparrow (Воробья), Kolbasin (Колбасин) e Muravev (Колбасин).